# Agota Kristof
Agota Kristof (tiếng Hungary: Kristóf Ágota, 30 tháng 10 năm 1935 – 27 tháng 7 năm 2011) là một nhà văn Thụy Sĩ gốc Hungary, viết bằng tiếng Pháp.

## Tiểu sử
Agota Kristof sinh tại Csikvand, Hungary. Năm 21 tuổi bà rời Hungary khi cuộc Cách mạng Công nhân (1956) bị quân đội Xô viết đàn áp. Agota Kristof cùng chồng và đứa con gái 4 tháng tuổi chạy trốn về Neuchâtel, Thụy Sĩ. Cuộc chạy trốn này đã để lại dấu ấn trong một số tác phẩm của bà.
Từ năm 1956, bà sống tại vùng nói tiếng Pháp của Thụy Sĩ. Bà có làm việc trong một nhà máy. Agota Kristof khởi đầu sự nghiệp văn chương bằng việc viết kịch, sau viết tiểu thuyết. Các tác phẩm của bà được dịch sang nhiều thứ tiếng.
Agota Kristof được biết tới với thành công lớn của bộ ba tiểu thuyết kể về câu chuyện hai anh em sinh đôi Claus, Klaus trong và sau Thế chiến thứ 2: Cuốn sổ lớn (Le Grand Cahier), Chứng cứ (La preuve) và Lời nói dối thứ ba (Le Troisième Mensonge). Bà đoạt Giải thưởng Sách châu Âu (Prix du Livre Européen) cho tập đầu tiên Cuốn vở lớn năm 1987. Năm 1992, Lời nói dối thứ ba được trao giải Prix du Livre Inter. Bộ ba tiểu thuyết này đã được dịch ra tiếng Việt. Năm 2008, bà đoạt Giải quốc gia Áo cho Văn học châu Âu.

## Tác phẩm

Lời nói dối thứ ba

### Kịch
- John và Joe (John et Joe, 1972)
- Chiếc chìa khóa thang máy (La Clé de l'ascenseur, 1977)
- Un rat qui passe (1972, bản cuối cùng 1984)
- L'Heure grise ou le dernier client (1975, bản cuối cùng 1984)

### Tiểu thuyết
- Cuốn sổ lớn (Le Grand Cahier, 1986), Giải thưởng Sách châu Âu 1987
- Chứng cứ (La preuve, còn được dịch Bằng chứng, 1990)
- Lời nói dối thứ ba (Le Troisième Mensonge) (1992), Giải thưởng Prix du Livre Inter 1992
- Ngày hôm qua (Hier, 1995)
- Người đàn bà mù chữ (L'Analphabète, 2004)